# Bataille de Changban
Campagne de la Falaise Rouge
Batailles
Changban - Sud est de Xiakou - Falaise rouge - Yiling - Jiangling- Hefei
La bataille de Changban (chinois simplifié : 长坂之战 ; chinois traditionnel : 長坂之戰 ; pinyin : Chángbǎn zhī zhàn) a eu lieu à Changban (près de la ville actuelle de Jingmen dans la province chinoise de Hubei), en Chine en l'an 208. Elle opposa Liu Bei, qui fondera plus tard le Royaume de Shu, et Cao Cao, le dirigeant du nord de la Chine pendant le prélude aux Trois Royaumes de Chine.

## Contexte historique
Après avoir unifié le nord de la Chine en 207, Cao Cao s'arrange pour monter une expédition vers la province méridionale de Jing (荊州), alors sous le contrôle de Liu Biao. Les premières invasions mineures dirigées par Xiahou Dun ont toutes été repoussés par Liu Bei de Xinye (新野), qui était un vassal de Liu Biao à l'époque, ce qui a conduit personnellement Cao Cao à mener ses armées vers le sud à la conquête de la province de Jing dans le septième mois de 208.
En août, lorsque les forces de Cao Cao atteignent Wancheng, Liu Biao meurt de maladie et son jeune fils Liu Cong lui succède. Les conseillers de Liu Cong, Kuai Yue et Fu Xun (傅巽), le convainquent qu'il ne pourra pas résister à Cao Cao même avec l'aide de Liu Bei. Liu Cong accepte donc la capitulation. Liu Bei, alors à Fancheng (樊城), n'est pas informé de la décision de Liu Cong. Quand Liu Bei devient méfiant, il envoie un émissaire à Xiangyang (襄阳) pour questionner Liu Cong, et c'est ainsi que Liu Cong en informe Liu Bei, par l'intermédiaire de son conseiller Song Zhong (宋忠). Consterné, Liu Bei rongé par la colère sort son épée contre Song Zhong, mais ne le tue pas. La capitulation n'est pas une option pour Liu Bei. Impliqué dans un complot visant à assassiner Cao Cao lorsque Liu Bei était à son service environ dix ans auparavant, il est peu probable que Cao Cao le lui ait pardonné.
Liu Bei réunit ensuite ses partisans dans un conseil. Zhuge Liang suggère à Liu Bei d'attaquer Liu Cong pour sécuriser la province de Jing et se défendre contre Cao Cao là bas, mais Liu Bei rejette cette hypothèse et dit : "comme Liu Jingzhou (Liu Biao) était en train de mourir, il m'a confié ses orphelins. Je ne peux pas revenir sur cette obligation et servir mon propre intérêt. Si je meurs, comment pourrais-je montrer mon visage à Liu Jingzhou?". Non disposé à se rendre à Cao Cao, Liu Bei réunit ses hommes et tous marchent vers le sud. Comme il passe à Xiangyang il appelle Liu Cong, mais ce dernier n'ose pas le voir et se cache. Beaucoup de fonctionnaires et de civils de Xiangyang suivent alors Liu Bei lorsqu'il part, car sa popularité est croissante dans le peuple.
En septembre, Liu Cong se met en route de Xiangyang vers Xinye pour recevoir Cao Cao, et lui remettre la province de Jing. Cao Cao prend le commandement des forces de la province Jing, notamment, de sa flotte, un élément dont les forces de Cao Cao manquent. Craignant que Liu Bei ne rejoigne par le sud Jiangling (江陵), Cao Cao prend rapidement en chasse Liu Bei avec cinq mille cavaliers d'élite, en laissant ses bagages derrière. Comme Liu Bei escorte plus de cent mille civils sans armes et des milliers de chariots de bagages, ses troupes ne peuvent pas se déplacer très rapidement. On suggère à Liu Bei d'abandonner le peuple pour sa propre sécurité, mais Liu Bei n'a pas le cœur à les abandonner alors que les gens ont risqué leur propre vie pour le suivre. Au lieu de cela, Liu Bei envoie Guan Yu devant la rivière Han avec un détachement de plusieurs centaines de navires et le convoi détourne sa route de Jiangling.

## Déroulement de la bataille

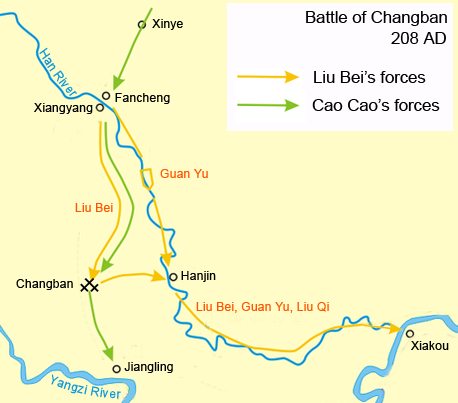
Carte de la bataille

Les cavaliers de Cao Cao rattrapent la procession de Liu Bei à Changban, dans le district de Dangyang, alors que Liu Bei fuit, galopant loin vers le sud avec ses proches généraux Zhang Fei, Zhao Yun et Zhuge Liang, tout en laissant sa famille et la population derrière lui. L'armée de Cao Cao capture alors toute son armée et ses biens. Xu Shu, un ami de Zhuge Liang, qui avait également servi Liu Bei dans le passé, a le malheur de voir sa mère capturée par les forces de Cao. Il demande donc à Liu Bei de revenir et de se rendre à Cao Cao. De plus, les deux filles de Liu Bei ont également été capturés par Cao Chun dans la bataille.
Zhang Fei commande vingt cavaliers comme arrière-garde. Il traverse la rivière Han et détruit les ponts. Le regard féroce en agitant sa lance, il s'écrie : « Je suis Zhang Yide. Venez me combattre jusqu'à la mort ! » Aucun des hommes de Cao Cao n'ose s'en approcher, ce qui permet à Liu Bei de gagner du temps dans sa fuite.
Dans le chaos général, Zhao Yun disparaît vers le nord, laissant penser qu'il va se rendre à Cao Cao. Lorsque l'on rapporte cela à Liu Bei, ce dernier jette avec colère une hache et déclare : « Zilong n'aurait jamais dû m'abandonner ». Cependant, Zhao Yun revient avec l'enfant de Liu Bei dans ses bras. Pour ce geste héroïque, Zhao Yun est finalement promu en tant que général (牙門將軍).
Continuant en direction de l'est vers Changban, Liu Bei et les vestiges de ses forces traversent la rivière Han où Liu Qi, le fils aîné de Liu Biao, a toujours le contrôle du district de Jiangxia. Ils rejoignent la flotte de Guan Yu et plus de dix mille hommes, dirigés par Liu Qi à Hanjin (汉津). Ensemble, ils naviguent sur la rivière vers Xiakou (夏口).
Cao Cao ne poursuit pas immédiatement ses opposants. Le principal objectif de sa campagne dans le sud était la base de Jiangling, et il insiste donc vers le sud pour sécuriser cette base en premier lieu.

## Conséquences
Après la bataille de Changban, le territoire de la province de Jing à l'ouest de la rivière Han devient un territoire de Cao Cao. Ce dernier entre dans Jiangling et y installe des fonctionnaires et des paysans. Jia Xu, conseiller de Cao Cao, lui suggère alors d'utiliser le plus possible les ressources de la province de Jing pour reposer ses troupes avant de continuer son expansion territoriale plus loin. Mais Cao Cao préfère utiliser l'élan de sa récente victoire pour ensuite attaquer Jiangdong.
Lu Su, un homme d'État de Jiangdong, fut envoyé à cette époque pacifiquement dans la province de Jing pour présenter les condoléances pour la mort de Liu Biao. Toutefois, au moment où il atteint la province, Liu Cong a déjà capitulé et Liu Bei a fui vers le sud. Lu Su va donc voir Liu Bei à Changban et, après la défaite de celui-ci, le suit à Xiakou. Là, il demande quelle serait sa position pour la suite, et Liu Bei répond qu'il envisage de prendre refuge en auprès de Wu Ju (吴巨), un vieil ami, dans la lointaine commanderie de Cangwu (苍梧; partie orientale de l'actuel Guangxi). Lu Su l'en dissuade, prétextant que Wu Ju est un homme ordinaire qui ne restera pas indépendant très longtemps, et il persuade Liu Bei de former une alliance avec son seigneur, Sun Quan, pour se défendre contre Cao Cao. Liu Bei extrêmement heureux de cette suggestion envoie Zhuge Liang avec Lu Su pour voir Sun Quan en vue d'assurer l'alliance.
Ceci mènera à la bataille de la Falaise rouge peu de temps après au cours de la même année, où l'alliance Sun-Liu infligera à l'imposante flotte du nord une lourde défaite, repoussant Cao Cao vers le nord et constituant la base des Trois Royaumes.

## Version romancée de l'Histoire des Trois Royaumes

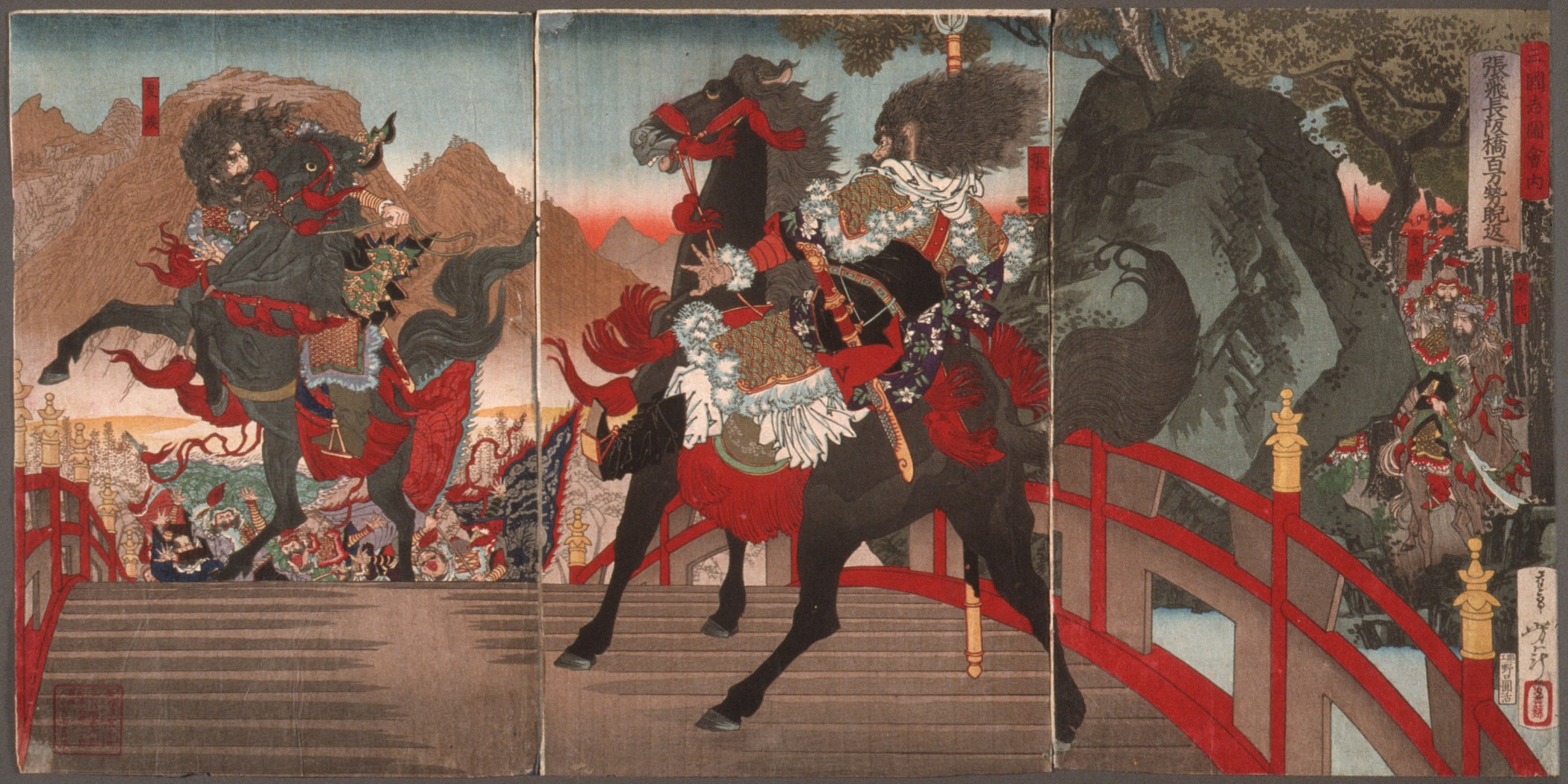
Représentation de la bataille de Changban, circa 1883.

Dans le roman Histoire des Trois Royaumes, de Luo Guanzhong, la bataille a été romancée en ce qui concerne le courage et la bravoure de Zhang Fei et Zhao Yun, et en ajoutant des éléments imaginaires.
Dans le roman, Liu Bei perd la bataille et est poursuivi par Cao Cao. Liu Bei reste auprès des civils qui voyagent avec lui, et beaucoup d'entre eux périssent dans la bataille. La femme de Liu Bei et son fils Liu Shan sont capturés par les ennemis. C'est alors que Zhao Yun effraie toute l'armée de Cao Cao en tentant de récupérer l'épouse et le fils de Liu Bei. Il réussit à se rendre auprès de Mi, l'épouse de Liu, qui place le jeune Liu dans l'armure du combattant contre sa poitrine de façon à préserver l'enfant contre les blessures. Puis elle se suicide en se jetant dans un puits, ne voulant pas être un fardeau pour la général. Zhao Yun pousse alors un mur pour enterrer l'épouse de son maître, puis retourne aux côtés de Liu Bei, en continuant de lutter avec un enfant contre sa poitrine.
Quant à Zhao Yun, il rencontre Xiahou En, le porteur de l'épée de Cao Cao, et le tue rapidement, acquérant ainsi une épée prisée appelée "Épée Qinggang" (青釭剑). Cao Cao, voyant la bravoure de Zhao, veut le convaincre de rejoindre ses rangs, et ordonne sa poursuite. Bien que Zhao Yun soit en fuite, il rencontre de nombreux généraux qui tentent en vain de le capturer. Alors que Zhao Yun échappe à un encerclement par quatre des généraux de Cao Cao, une autre unité, dirigée par Zhang He le bloque. Sans un mot, tous deux combattent. Après une dizaine d'assauts Zhao Yun rompt l'engagement et chevauche sa monture. Malheureusement, le cheval tombe dans un fossé. Zhang s'approche pour l'achever, mais un faisceau de lumière rougeâtre forme un arc au-dessus du fossé. Zhang recule face à cette lumière miraculeuse. Zhao Yun bondit et réussit à prendre la fuite à pleine vitesse.
C'est alors que les hommes de Cao Cao le poursuivent jusqu'au pont de Changban, où ils s'arrêtent en voyant Zhang Fei dressé seul au milieu du pont où il prononce sa célèbre réplique : "Je suis Zhang Fei de Yan. Qui ose combattre avec moi?!" Cao Cao, voyant son ennemi si féroce et déterminé, et redoutant également une embuscade, décide de rebrousser chemin. Zhang Fei s'écrie alors : "Qu'est-ce que cela signifie ? Vous ne combattrez pas, ni ne vous lancerez!" C'est alors que Xiahou Jie (夏侯傑), un général de Cao Cao meurt de peur de Zhang Fei. Cao Cao ordonne ensuite à ses troupes de faire un détour, se souvenant des observations de Guan Yu sur le redoutable Zhang. Zhang détruit le pont avant de rejoindre Liu Bei.
À la vue de Zhao Yun et de son fils, Liu Bei prend son fils et le jette au sol parce qu'il avait mis en danger Zhao Yun. Alors que dans le contexte de l'époque une telle action n'a pas été jugée comme une situation particulièrement négative (un courageux et puissant général est beaucoup plus utile pour un Liu Bei désespéré qu'un bébé), de nos jours les détracteurs de Liu Bei donnent à penser que cet incident a causé des dommages au cerveau de Liu Shan, qui l'ont amené en grandissant à devenir un dirigeant incompétent qui défit quelques années plus tard tout ce que son père avait cherché à réaliser.

## Impact sur la culture populaire
La bataille de Changban est le point culminant de l'histoire de Zhao Yun dans le jeu vidéo Dynasty Warriors. Si le joueur est Zhao Yun ou tout autre personnage, il est généralement conseillé au début de ne pas combattre les forces de Wei et de protéger Liu Bei. Il faut cependant faire l'inverse si le joueur est Liu Bei lui-même.